# ماجانو
ماجانو، (فريوليان: ميان) هي بلدة في مدينة فريولي فينيتسيا جوليا الإيطالية، وتقع على بعد حوالي 80 كيلومتر (50 ميل) شمال غرب ترييستي وحوالي 20 كيلومتر (12 ميل) شمال غرب أوديني.
ماجانو تحد مع البلدات التالية: بوجا، كولوريدو دي مونت البانو، فورجاريا نيل فريولي، أوسوبو، ريف دي اركانو، سان دانييل ديل فريولي.

## المدن التوأم
- San Zenone degli Ezzelini، Italy, since 2000
- Traversetolo, Italy

## روابط خارجية
- الموقع الرسمي